# سفیدک پودری

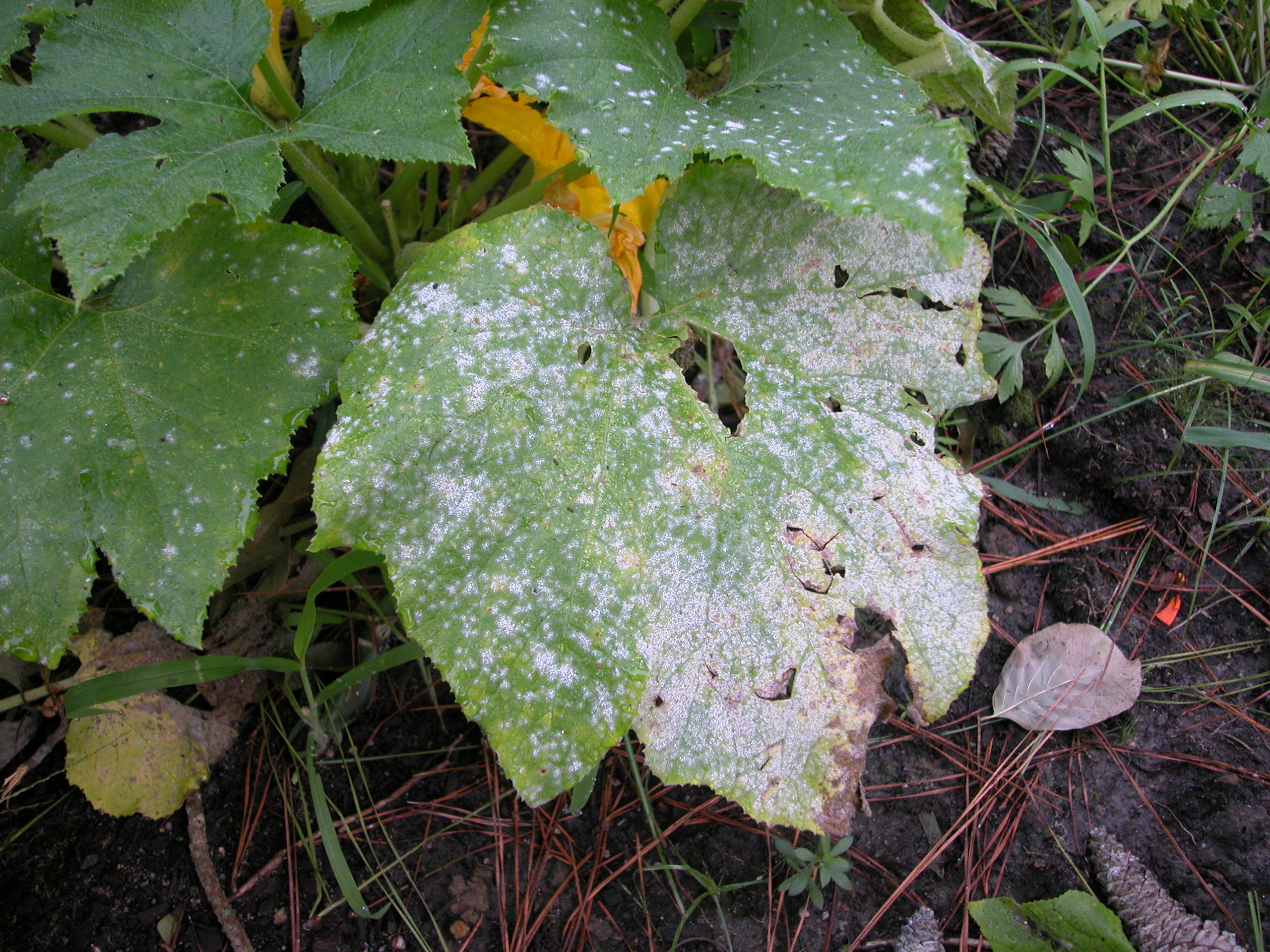
سفیدک سطحی

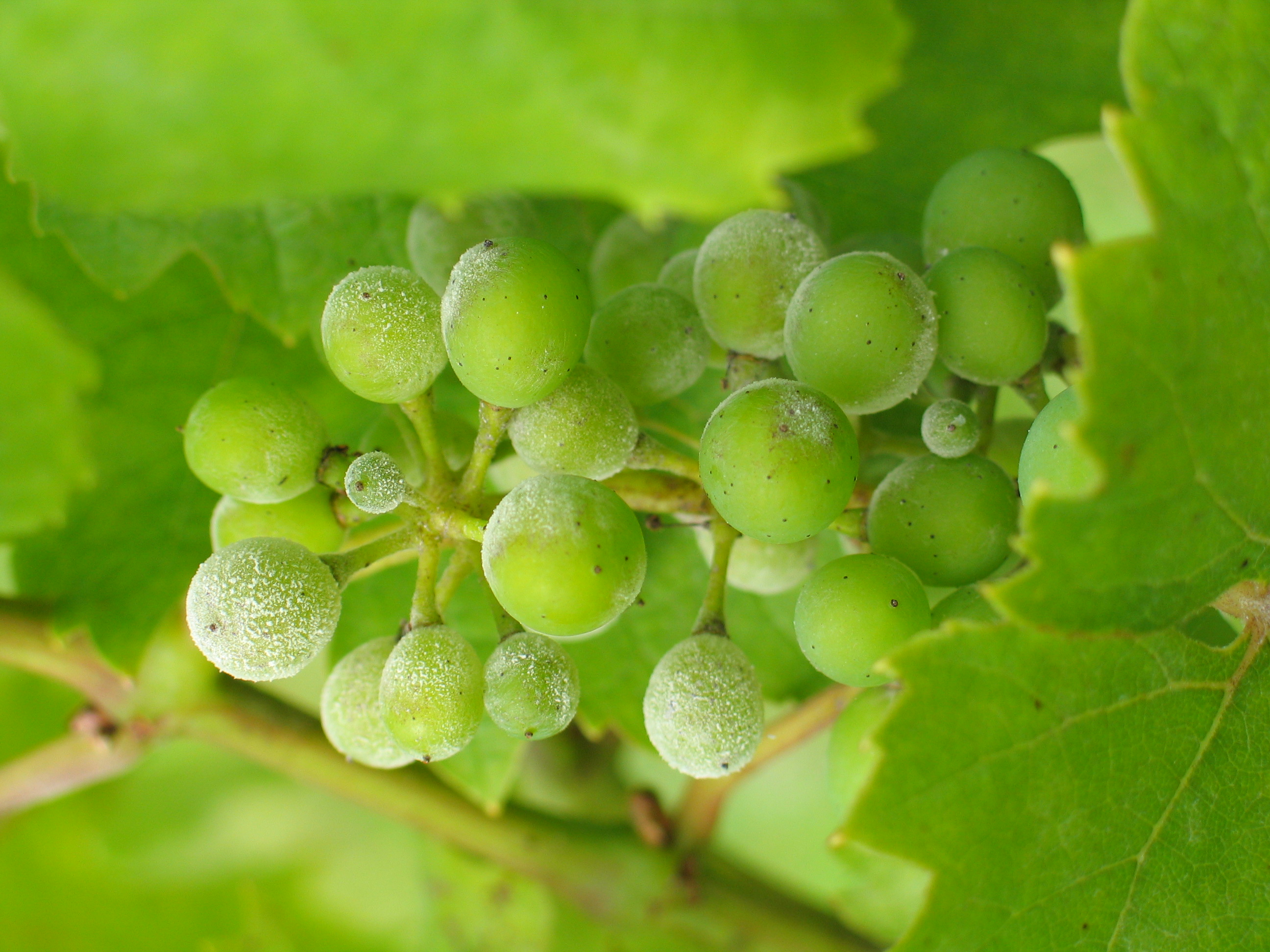
سفیدک سطحی بر روی انگور

سفیدک پودری یا سفیدک سطحی (به انگلیسی: Powdery mildew) یکی از انواع بیماری‌های درختان است. این نوع بیماری در اثر یک نوع قارچ ایجاد می‌شود. بیماری از یک نقطه آغاز شده و بتدریج به تمام گیاه سرایت کرده و گسترش می‌یابد. شکل ظاهری برگ در بیماری سفیدک سطحی، سفید رنگ شده و حالتی مشابه پاشیده شدن آرد بر روی برگ به وجود می‌آید و تشخیص آن نسبتاً آسان است. سفیدک پودری به‌خصوص به موی انگور و گندم و همچنین سبزیجات آسیب می‌رساند.

## انواع مهم
- سفیدک سطحی رز：Sphaerotheca pannosa یا Uncinula simulans سفیدک سطحی یکی از رایج‌ترین بیماری‌های گل رز است. در اثر مبتلا شدن، برگ و سایر قسمت‌های گیاه با پوشش پودری سفید رنگی پوشانده می‌شود. در صورت بیماری شدید، گیاهان ممکن است کوتاه شده، و برگ‌ها پیچ خورده و سپس خشک شده بریزند. در موارد بسیار نادر ممکن است گیاه در نتیجه عفونت خشک شود.[۱]
- موی انگور：Erysiphe necator（یا Uncinula necator）
- هلو：Sphaerotheca pannosa
- توت فرنگی：Sphaerotheca humuli
- گوجه فرنگی：Oidium lycopersici
- خیار：Erysiphe polygoni یا Sphaerotheca cucurbitae
- توت：Phyllactinia moricola

به ژاپنی به نام بیماری آرد اودون (به ژاپنی: うどんこ病 うどんこびょう Udonkobyo) نامیده می‌شود.